# Zerebro-kosto-mandibuläres Syndrom
Das Zerebro-kosto-mandibuläre Syndrom (CCMS) ist eine sehr seltene angeborene Erkrankung mit den Hauptmerkmalen Hypoplasie der Mandibula, mediane Gaumenspalte, zahlreiche Defekte der Rippen im Rückenbereich.
Synonyme sind: Smith-Theiler-Schachenmann-Syndrom; Rippen-Lücken-Syndrom; englisch Cerebrocostomandibular syndrome
Die Namensbezeichnung bezieht sich auf die Erstautoren der Erstbeschreibung aus dem Jahre 1966 durch David W. Smith, den schweizerischen Anatom Karl Theiler und die Pädiaterin Gertrud Schachenmann.

## Verbreitung
Die Häufigkeit wird mit unter 1 zu 1.000.000 angegeben, bislang wurde über mehr als 80 Betroffene berichtet. Die Vererbung erfolgt – zumindest teilweise – autosomal-dominant.

## Ursache
Der Erkrankung liegen Mutationen im SNRPB-Gen auf Chromosom 20 Genort p13 zugrunde, welches für die Small nuclear ribonucleoprotein-associated proteine B and B' kodiert.

## Klinische Erscheinungen
Klinische Kriterien sind:
Das Ausmaß der Veränderungen ist sehr unterschiedlich.
- Robinkomplex mit Mandibula- und Jochbeinhypoplasie, medialer Gaumenspalte und Glossoptose, Mikrogenie
- immer Defekte an den Rippen dorsal, oft verminderte Anzahl und glockenförmiger Brustkorb, dadurch mögliche Behinderung der Atmung und Skoliose

Hinzu kann eine Beteiligung des Zentralnervensystemes kommen.
Oft besteht eine Wachstumsverzögerung im Mutterleib.

## Diagnose
Die Diagnose ergibt sich aus den klinischen und radiologischen Befunden.

## Differentialdiagnose
Abzugrenzen sind:
- Pätau-Syndrom
- Edwards-Syndrom
- Pierre-Robin-Sequenz

Ferner gibt es das Zerebro-kosto-mandibuläres-Ähnliches Syndrom.

## Therapie
Bei der Behandlung steht die Atemwegs- und Trinkbehinderung im Vordergrund.

## Prognose
Die Prognose hängt vom Schweregrad ab. Etwa ein Viertel der Betroffenen verstirbt in den ersten Lebensmonaten.